# Modibo Mohammed Al Kaburi
Modibo Mohammed Al Kaburi là một học giả đến từ Timbuktu, Mali. Là một luật sư, cũng như giáo sư tại trường Hồi giáo Sankore, ông được tôn vinh vì lòng mộ đạo của mình, trở thành bạn đồng hành với nhiều học giả sùng đạo nhất tại Sankore. Ông được nhớ đến vì đã thiết lập chương trình giảng dạy được sử dụng bởi các học giả sau này tại trường đại học.